# Hisarai seripierriae
Hisarai seripierriae är en skalbaggsart som först beskrevs av Santos-silva och Martins 2003.  Hisarai seripierriae ingår i släktet Hisarai och familjen långhorningar. Inga underarter finns listade i Catalogue of Life.